# Alternativno izrezivanje
Alternativno izrezivanje ili alternativni splicing (eng. alternative splicing, differential splicing) je biološki proces genskog izražavanja koji rezultira time da jedan jedini gen kodira višestruke bjelančevine. U ovom procesu, posebice egzon gena može biti uključen ili isključen iz završne, obrađene mRNK.
Njime se iz jednog genskog prijepisa dobivaju različite izoforme zrele mRNK.
Alternativno izrezivanje introna pojavljuje se kod svih viših eukariota. Uloga mu je u funkcionalnom proširenju proteoma te u posttranskripcijskom reguliranju genskog izražaja. Kod biljaka procesi alternativnog izrezivanja introna nisu dovoljno istraženi.

## Vanjske poveznice
- Analiza kodirajućih regija u genomu  Arhivirana inačica izvorne stranice od 13. travnja 2017. (Wayback Machine)